# Rambo (serie animada)
Rambo, la fuerza de la libertad fue una serie animada estadounidense creada por Ruby-Spears del año 1986 basada en las dos primeras películas del personaje John Rambo.

## Argumento
Un Grupo de héroes llamado la "Fuerza de la Libertad", que bajo el mando del Coronel Samuel Trautman luchan en misiones alrededor del mundo contra una organización paramilitar y terrorista llamada S.A.V.A.G.E. (abreviatura en inglés de Specialist-Administrators of Vengeance, Anarchy and Global Extortion), cuyo jefe militar es el maléfico General Warhawk. Rambo y su equipo bregarán por la paz y la justicia.

## Reparto
| Personaje                   | Actor de voz original | Actor de doblaje  |
| --------------------------- | --------------------- | ----------------- |
| John Rambo                  | Neil Ross             | Ignacio Campero   |
| Coronel Samuel Trautman     | Alan Oppenheimer      | Edgar Wald        |
| Edward "Turbo" Hayes        | James Avery           | Jesús Brock       |
| Katherine Anne "Kat" Taylor | Mona Marshall         | Guadalupe Romero  |
| General Warhawk             | Michael Ansara        | Guillermo Romano  |
| Gripper                     | Lennie Weinrib        | Alejandro Abdalah |
| Narración inicial           | N/A                   | Juan Cuadra       |

## Personajes
*John Rambo
Principal protagonista de la serie. Lidera la Fuerza de la Libertad (The Force of Freedom) en la lucha contra S.A.V.A.G.E. cuando es llamado por el coronel Samuel Trautman. Cuando no está en las misiones, Rambo ayuda a los niños con su entrenamiento de supervivencia o está cuidando de los animales.
*Coronel Trautman
Se desempeña como oficial al mando del grupo. Suele llamar a Rambo durante sus descansos. A veces acompaña a Rambo en sus misiones.

### Grupo de héroes llamado la "Fuerza de la Libertad" (en inglés The Force of Freedom)
* Edward "Turbo" Hayes: Un mecánico afroamericano ingeniero y piloto de carreras. Según su biografía que figura en el juguete, Turbo es también un primer teniente que se graduó de la Academia de la Fuerza Aérea de Estados Unidos.
* Katherine Anne "KAT" Taylor: Una joven militar asiático-americano que es un maestro de los disfraces, gimnasia y artes marciales por igual. KAT parece estar enamorada de Rambo. Está basado en Co-Bao de la película Rambo: First Blood Part II .
*White Dragon: Un heroico y honorable ninja con conocimiento en espionaje, sabotaje; reconocimiento y que es el hermano gemelo de Black Dragons a quien vende sus servicios a la organización llamada S.A.V.A.G.E.. Según su biografía que figura en el juguete, White Dragon también ha desarrollado un programa de entrenamiento ninja para los militares de los Estados Unidos.
*Touchdown Jones o T.J.: Exjugador de fútbol americano que ayuda a Rambo en sus misiones.
*Chief: Un nativo americano y gran aliado de Rambo.
'S.A.V.A.G.E.'
Organización paramilitar y terrorista llamada S.A.V.A.G.E. (abreviatura en inglés de Specialist-Administrators of Vengeance, Anarchy and Global Extortion). Siempre tienen metas para la dominación y conquistar el mundo hasta que se enfrentan contra la Fuerza de la Libertad (The Force of Freedom)y sus planes desaparecen. Además de un número considerable de soldados, entre los miembros de SAVAGE los más destacados son:
*General Warhawk: Es el líder y que sirve como el principal antagonista de la serie. El General Warhawk antes era un capitán de un ejército europeo que fue condenado por la venta de secretos de Estado y deportado por su golpe de Estado. Y luego por venganza, creó y organizó S.A.V.A.G.E. Está basado en el Comandante Pudovsky de la película Rambo: First Blood Part II
*Sargento Havoc: Segundo al mando y mano ejecutora del general Warhawk. Tiene una fuerza que rivaliza con la fuerza de John Rambo. El Sargento Havoc antes era un sargento de instrucción para el mundo libre. Después de un consejo de guerra por espionaje y traición se unió a S.A.V.A.G.E. Está basado en el Sargento Yushin de la película Rambo: First Blood Part II
*Gripper: Un mercenario de origen europeo con un brazo de metal (de ahí el nombre en español: Pinza) Además lleva un parche en el ojo. Él era un antiguo miembro de la Legión Extranjera francesa hasta que fue despedido deshonrosamente después de no reconocer la bandera de rendición de su enemigo.
*Nomad: Un terrorista de la zona del Medio Oriente. Él es un guerrero errante nómada que a ningún país llama hogar. Nomad lidera un grupo de parias que consta de asesinos y ladrones.
*Mad Dog: Él es líder de una banda de motoristas que un corte de pelo tipo mohawk y un tatuaje con el logo de S.A.V.A.G.E. en su pecho. En el tercer episodio de la miniserie llamado "Battlefield Bronx" se hace llamar Spike, pero es rebautizado Mad Dog en los episodios posteriores. Según su biografía que figura en el juguete, Mad Dog fue encontrado no apto para el servicio militar y tiene un registro de antecedentes penales por robo, conducción temeraria, e incendios. Parte de la banda de motociclistas que acompaña a Mad Dog en sus fechorías son: Animal, Jerkface y Razor.
*Black Dragons: Un ninja que es el hermano gemelo de White Dragon. Se le conoce como el mayor asesino que jamás haya existido. Black Dragons vendería su servicio a cualquier grupo que pague sus honorarios pero su cliente más recurrente sigue siendo la organización S.A.V.A.G.E.
*Snakebite: Un hombre que nació y se crio en los pantanos de Okeefenokee y le gustan los animales salvajes como serpientes venenosas, insectos; ratas que lleva en su mochila y bolsillos.
*Dr. Hyde: Un científico loco experto en cibernética cuya cabeza es cubierta por un casco en forma de cúpula. Y está acompañado por los siguientes secuaces: Max y X-Ray.

## Lista de capítulos
MINISERIE
1. First Strike (4-14-1986)

La organización paramilitar y terrorista llamada S.A.V.A.G.E. hace acto de presencia al llegar al país de la Tierra Libre en un complot para conquistarla.
1. Angel of Destruction (4-15-1986)

Un avión de combate llamado Spectre es robado por S.A.V.A.G.E. en su complot para apoderarse de Tierra Libre.
1. Battlefield Bronx (4-16-1986)

General de Warhawk envía Mad Dog para capturar a la hija del presidente de Tierra Libre, durante su visita a la ONU.
1. Raise the Yamato (4-17-1986)

General de Warhawk plantea el acorazado Yamato en su último complot para apoderarse de Tierra Libre.
1. The Taking of Tierra Libre (4-18-1986)

La organización S.A.V.A.G.E. realizan un plan para que Rambo y el coronel Trautman para que estén alejados  y de esta manera ellos puedan hacerse cargo de Tierra Libre.
Serie Regular
1. Subterranean Holdup (9-15-1986)

Último plan del general Warhawk es robar los sellos de oro macizo de la Reserva Federal de Chicago para que ellos puedan imprimir su propia moneda estadounidense. Depende de Rambo para evitar que la organización S.A.V.A.G.E. robe los sellos de oro macizo	
1. Trouble in Tibet (9-16-1986)
2. S.A.V.A.G.E. Island (9-17-1986)
3. General Warhawk's Curse (9-18-1986)
4. Deadly Keep (9-19-1986)
5. Beneath the Streets (9-22-1986)
6. Cult of the Cobra (9-23-1986)
7. Raid on Las Vegas (9-24-1986)
8. The Lost City of Acra (9-25-1986)
9. Guns Over Suez (9-26-1986)
10. Exercise in Terror (10-6-1986)
11. The Doomsday Machine (10-7-1986)
12. Disaster in Delgado (10-8-1986)
13. Fire in the Sky (10-9-1986)
14. Enter the Black Dragon (10-10-1986)
15. Reign of the Boy King (10-13-1986)
16. Rambo and the White Rhino (10-14-1986)
17. Pirate Peril (10-15-1986)
18. Mephisto's Magic (10-16-1986)
19. The Halley Microbe (10-17-1986)
20. Death Merchant (10-20-1986)
21. Return of the Count (10-21-1986)
22. Night of the Voodoo Moon (10-22-1986)
23. Lagoon of Death (10-23-1986)
24. Snow Kill (10-24-1986)
25. Terror Beneath the Sea (10-27-1986)
26. Swamp Monster (10-28-1986)
27. Freedom Dance (10-29-1986)
28. Texas Inferno (10-30-1986)
29. The Iron Mask (10-31-1986)
30. Children for Peace (11-3-1986)
31. S.A.V.A.G.E. Rustlers (11-4-1986)
32. Mind Control (11-5-1986)
33. Vote of Terror (11-6-1986)
34. Target, Supertanker (11-7-1986)
35. Enter the White Dragon (11-10-1986)
36. Skyjacked Gold (11-11-1986)
37. Attack on El Dorado (11-12-1986)
38. The Ninja Dog (11-13-1986)
39. When S.A.V.A.G.E. Stole Santa (11-14-1986)
40. Blockbuster (11-17-1986)
41. Supertrooper (11-18-1986)
42. Warhawk's Fortress (11-19-1986)
43. The Konichi (11-20-1986)
44. Robot Raid (11-21-1986)
45. Alphas, Arms, and Ambush (1) (11-24-1986)
46. Alphas, Arms, and Ambush (2) (11-25-1986)
47. Crash (11-26-1986)
48. Mirage (11-27-1986)
49. Blind Luck (11-28-1986)
50. Turbo's Dilemma (12-1-1986)
51. Masquerade (12-2-1986)
52. Just Say No (12-8-1986)
53. Monster Island (12-9-1986)
54. Quarterback Sneak (12-10-1986)
55. Sepulcher of Power (12-11-1986)
56. The Twin Within (12-12-1986)
57. S.A.V.A.G.E. Space (12-15-1986)
58. Change of Face (12-17-1986)
59. Horror of the Highlands (12-18-1986)

## Curiosidades
- Esta serie tiene una trama similar a G.I. JOE, pero con un tono más oscuro.
- Al igual que las series animadas de RoboCop, Toxic Crusaiders y Loca academia de policía, está basada en una película con R-Rated.